# Krome Studios
Krome Studios ist ein australisches Entwicklungsstudio für Computerspiele.

## Geschichte
Das Studio wurde 1999 von Robert Walsh, Steve Stamatiadis und John Passfield in Brisbane gegründet. Walsh und Stamatiadis hatten sich 1998 während der Entwicklung des PlayStation-Spiels Pro Body Boarding kennengelernt und beschlossen, gemeinsam ein Unternehmen zu gründen. Das erste veröffentlichte Projekt wurde 2000 Championship Surfer, ein früher Erfolg wurde die 2002 über Electronic Arts veröffentlichte Eigenproduktion Ty the Tasmanian Tiger. Im weiteren Verlauf entwickelte das Studio Auftragsarbeiten für Lucas Arts auf Grundlage der Star-Wars-Lizenz, den Reboot der Reihe Spyro the Dragon sowie Softwareumsetzung von Hellboy und Transformers.
2006 gründete Krome mit ehemaligen Mitarbeitern des geschlossenen Midway-Entwicklerstudios Ratbag Games ein Zweigstudio in Adelaide und übernahm im November von Atari das Entwicklerstudio Melbourne House. Auf seinem Höhepunkt beschäftigte das Unternehmen 400 Mitarbeiter an drei Standorten. Im November 2009 musste Krome 60 Mitarbeiter entlassen, weitere 40 folgten im April 2010. Im August 2010 wurde schließlich weitere 100 entlassen und das Studio in Adelaide geschlossen. September 2010 vereinbarte Krome mit Emergent Game Technologies (Gamebryo) die Zusammenlegung ihrer Grafik- und Middleware-Entwicklung unter der Führung von Emergent. Allerdings wurde die Übernahme wegen der schlechten Geschäftslage von Krome seitens Emergent bereits im November wieder abgeblasen. Im Oktober 2010 gab es in der Spielepresse Berichte über die vollständige Schließung des Unternehmens. Allerdings widersprach Gründer Walsh dieser Darstellung und kündigte eine Restrukturierung des Unternehmens an. Das Studio habe laut Walsh zu lange zu viele Leute weiterbeschäftigt, obwohl keine ausreichende Auftragslage bestand. Dies habe die drastische Reduktion der Mitarbeiterzahlen notwendig gemacht.
Im Juli 2012 deutete das Unternehmen durch die Überarbeitung der Firmenwebsite seine Rückkehr in die Spielebranche und die Wiederbelebung seiner Spielereihe Ty the Tasmanian Tiger an.

## Veröffentlichte Spiele
- 1999: Mike Stewart’s Pro Bodyboarding (Windows)
- 2000: Championship Surfer (Windows, PlayStation, Dreamcast)
- 2001: Sunny Garcia Surfing (PlayStation 2, Xbox, GameCube)
- 2001: Barbie Beach Vacation (Windows)
- 2001: Disney’s Extremely Goofy Skateboarding (Windows)
- 2002: Barbie: Sparkling Ice Show (Windows)
- 2002: Ty the Tasmanian Tiger (PlayStation 2, Xbox, GameCube)
- 2003: The Adventures of Jimmy Neutron Boy Genius: Jet Fusion (PlayStation 2, GameCube, Game Boy Advance)
- 2004: Ty the Tasmanian Tiger 2: Bush Rescue (PlayStation 2, Xbox, GameCube, Game Boy Advance)
- 2004: King Arthur (PlayStation 2, Xbox, GameCube)
- 2005: Ty the Tasmanian Tiger 3: Night of the Quinkan (PlayStation 2, Xbox, GameCube, Game Boy Advance)
- 2006: The Legend of Spyro: A New Beginning (PlayStation 2, Xbox, GameCube, Game Boy Advance)
- 2007: The Legend of Spyro: The Eternal Night (PlayStation 2, Wii)
- 2007: Viva Piñata: Party Animals (Xbox 360)
- 2008: Hellboy: The Science of Evil (PlayStation 3, Xbox 360, PlayStation Portable)
- 2008: Star Wars: The Force Unleashed (Portierung auf PlayStation 2, Wii, PlayStation Portable)
- 2008: Star Wars: The Clone Wars - Lightsaber Duels, (Wii) (2008)
- 2008: Scene It? Box Office Smash (Xbox 360) (2008)
- 2009: Star Wars: The Clone Wars – Republic Heroes (PlayStation 3, Xbox 360, Wii, PlayStation 2, PlayStation Portable, Windows)
- 2009: Transformers: Revenge of the Fallen (Playstation 2, Wii)
- 2010: Game Room (Xbox 360, Windows, Windows Phone 7)
- 2010: Blade Kitten (Windows, PlayStation 3, Xbox 360)
- 2010: Bush Rescue HQ (Facebook)
- 2010: Legend of the Guardians: The Owls of Ga’Hoole (Xbox 360, PlayStation 3, Wii)
- 2011: Full House Poker (Xbox 360, Windows Phone 7)
- 2011: Playmaker (iOS)
- 2012: Toy Soldiers: Boot Camp (Windows Phone 7)
- 2012: Whole Wide World (iOS)
- 2012: Ty The Tasmanian Tiger: Boomerang Blast (iOS)
- 2015: Fruit Ninja - Math Master (iOS, Android)
- 2015: Disney Imagicademy - Frozen Early Science Cooking and Animal Care (iOS/Android)
- 2015: Hidden Pictures (iOS, Android)
- 2015: Ty the Tasmanian Tiger 4 (Windows)
- 2016: Ty the Tasmanian Tiger (Windows)
- 2017: Ty the Tasmanian Tiger 2: Bush Rescue (Windows)
- 2018: Ty the Tasmanian Tiger 3: Night of the Quinkan (Windows)
- 2018: The Bard’s Tale Trilogy (Remaster – Windows, Xbox One)
- 2020: Wasteland Remastered (Windows, Xbox One)
- 2020: Ty the Tasmanian Tiger (Xbox One, Nintendo Switch, PlayStation 4)
- 2021: Ty the Tasmanian Tiger 2: Bush Rescue (Xbox One, Nintendo Switch, PlayStation 4)